# 홍농초등학교
홍농초등학교는 대한민국 전라남도 영광군 홍농읍 상하리에 있는 공립 초등학교이다.

## 학교 연혁
- 1927년 6월 1일 홍농공립보통학교 개교(설립인가 3월 8일)
- 1938년 4월 1일 홍농공립심상소학교로 개칭[1]
- 1941년 4월 1일 홍농공립국민학교로 개칭[2]
- 1949년 4월 1일 홍농국민학교 개칭
- 1981년 3월 1일 병설유치원 개원
- 1996년 3월 1일 홍농초등학교 개칭
- 2000년 3월 1일 칠곡분교장[3], 동명분교장[4] 편입
- 2003년 3월 1일 칠곡분교장 통폐합
- 2010년 3월 1일 동명분교장 통폐합
- 2020년 1월 10일 제90회 졸업식(졸업생총 수 7763명)
- 2020년 3월 1일 제32대 권기태 교장 부임

## 학교 상징
- 교화 : 국화 - 희망, 평화
- 교목 : 향나무 - 이상, 슬기
- 교색 : 노랑 - 행복, 성실

## 참고 자료
- 홍농초등학교 - 한국교육학술정보원 학교알리미